# Anton Einsle

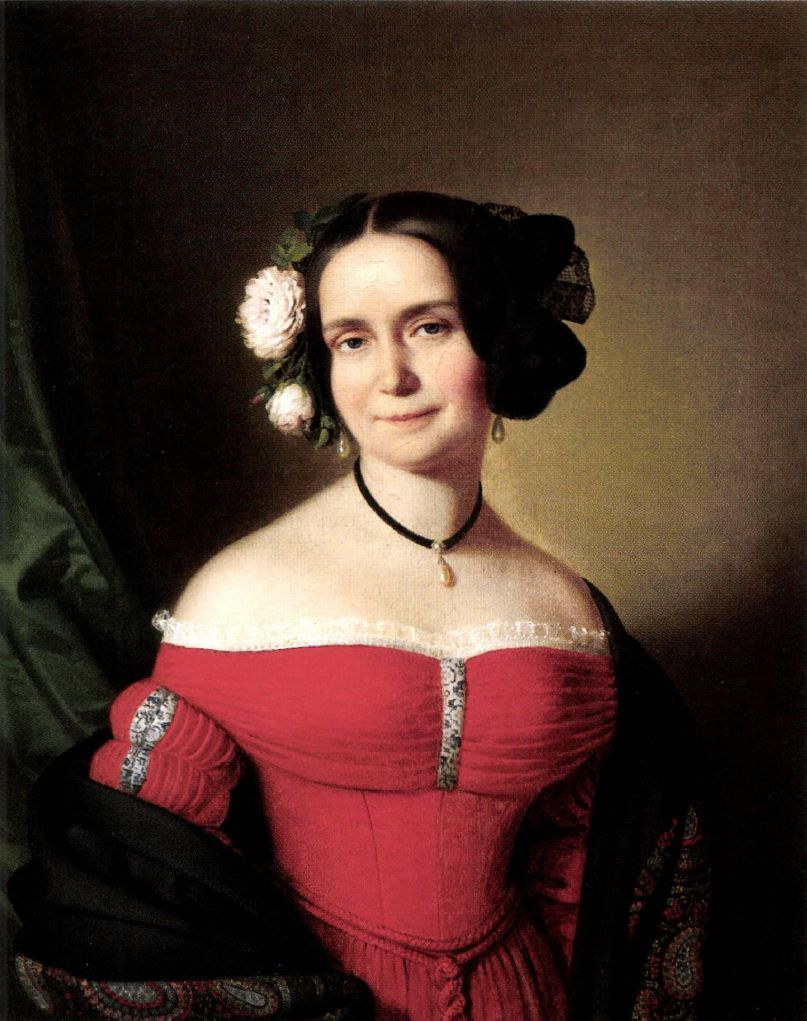
Dame im roten Kleid, 1838

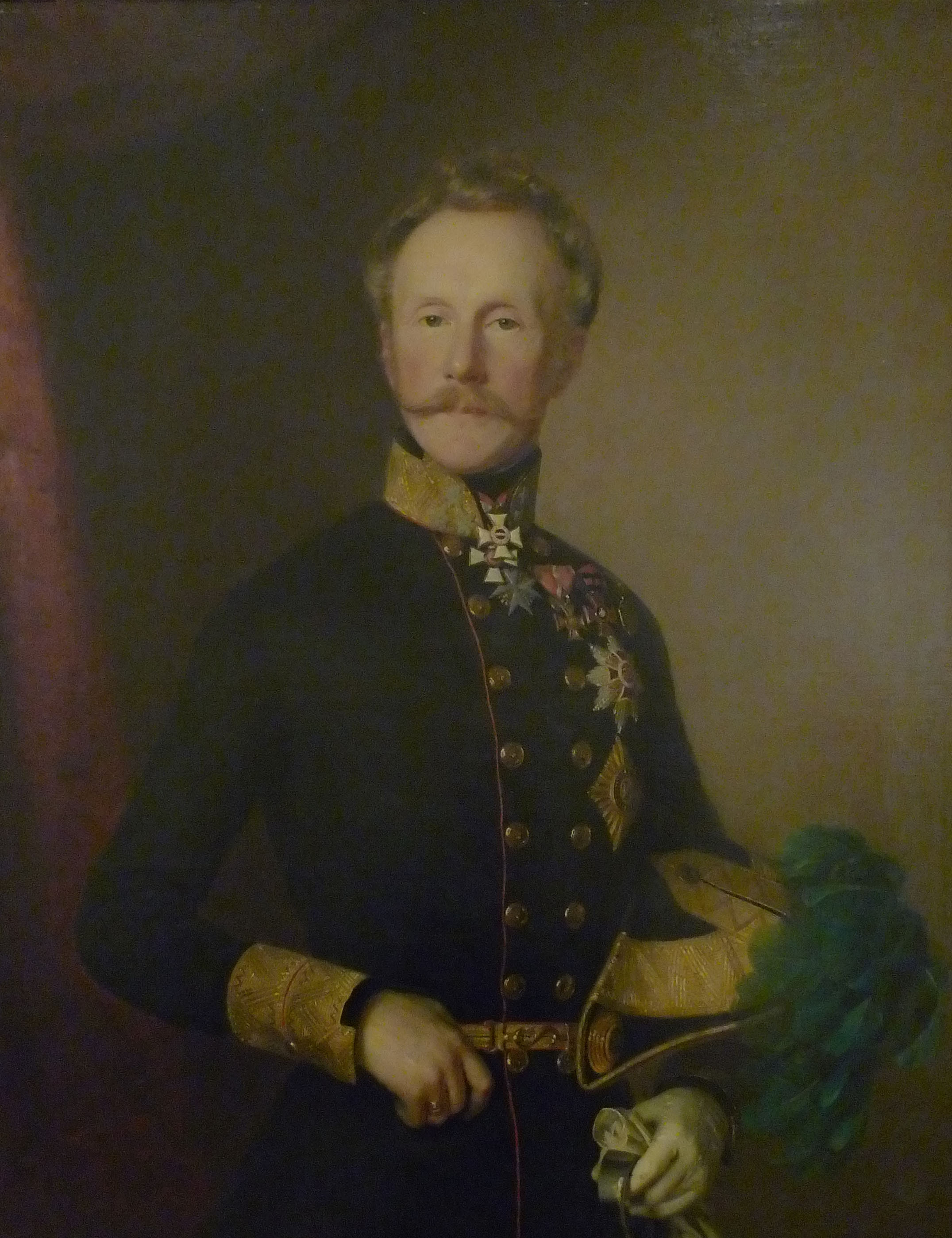
Porträt Heinrich Freiherr von Heß, 1849

Anton Einsle (* 30. Januar 1801 in Wien; † 10. März 1871 ebenda) war ein österreichischer Maler.

## Leben
Anton Einsle wurde als Sohn des chirurgischen Instrumentenmachers Matthias Einsle und dessen Ehefrau, der Musikantentochter Elisabeth Burghuber, 1801 in Wien geboren. Bereits im Alter von 13 Jahren begann er ein Studium an der Wiener Akademie unter der Leitung des Bildhauers und Malers Josef Klieber. 1817 erhielt er mit 16 Jahren bereits seinen ersten Preis und malte seine ersten Werke auf Kommission.
Seine ersten bekannten Miniaturen und Porträts in Öl als Auftragswerke aus Fabrikantenkreisen entstanden im Jahre 1827. Seine Arbeiten waren auf großen Ausstellungen in Prag, Dresden und ab 1830 in Wien vertreten. Einsle arbeitete seit 1829 mehrere Jahre in Prag und ab 1832 in Budapest. Er wurde bald ein beliebter Porträtmaler des hohen Adels und von Persönlichkeiten des öffentlichen Lebens. 1838 erfolgte seine Ernennung zum Hofmaler des Kaiserhauses und seine Rückkehr nach Wien, wo er ein großes Atelier in der Hofburg bekam. Einer seiner zahlreichen Mitarbeiter war Eduard von Engerth, der spätere Direktor des Hofmuseums. Als offizieller Porträtist des österreichischen Kaisers Franz Joseph I. porträtierte Anton Einsle den jungen Monarchen in seinen ersten beiden Regierungsjahren etwa dreißigmal.
Werke von Anton Einsle sind in vielen Museen in Österreich und im Ausland vertreten. Auch in Privatsammlungen, zum Beispiel der von Gianni Versace, fanden seine Werke, die heute auf Auktionen fünfstellige Euro-Beträge erzielen, zahlreiche Liebhaber.
Im Jahr 2025 übergaben Nachkommen des Künstlers zwölf Bilder der Residenzgalerie Salzburg, die bisher im Familienbesitz waren.

## Werke (Auswahl)
- Porträt Heinrich Freiherr von Heß, Öl auf Leinwand, 97 × 79 cm, Heeresgeschichtliches Museum, Wien.
- Erzherzog Carl auf dem Totenbett, Bleistift auf Papier, Heeresgeschichtliches Museum, Wien.
- Dame im roten Kleid, 1838, Öl auf Leinwand, 80 × 63 cm, Ungarische Nationalgalerie, Budapest
- Louise von Werthheimstein, geborenen Biedermann, Öl auf Leinwand , 1845 Upper Belvedere Museum, Austria

## Galerie

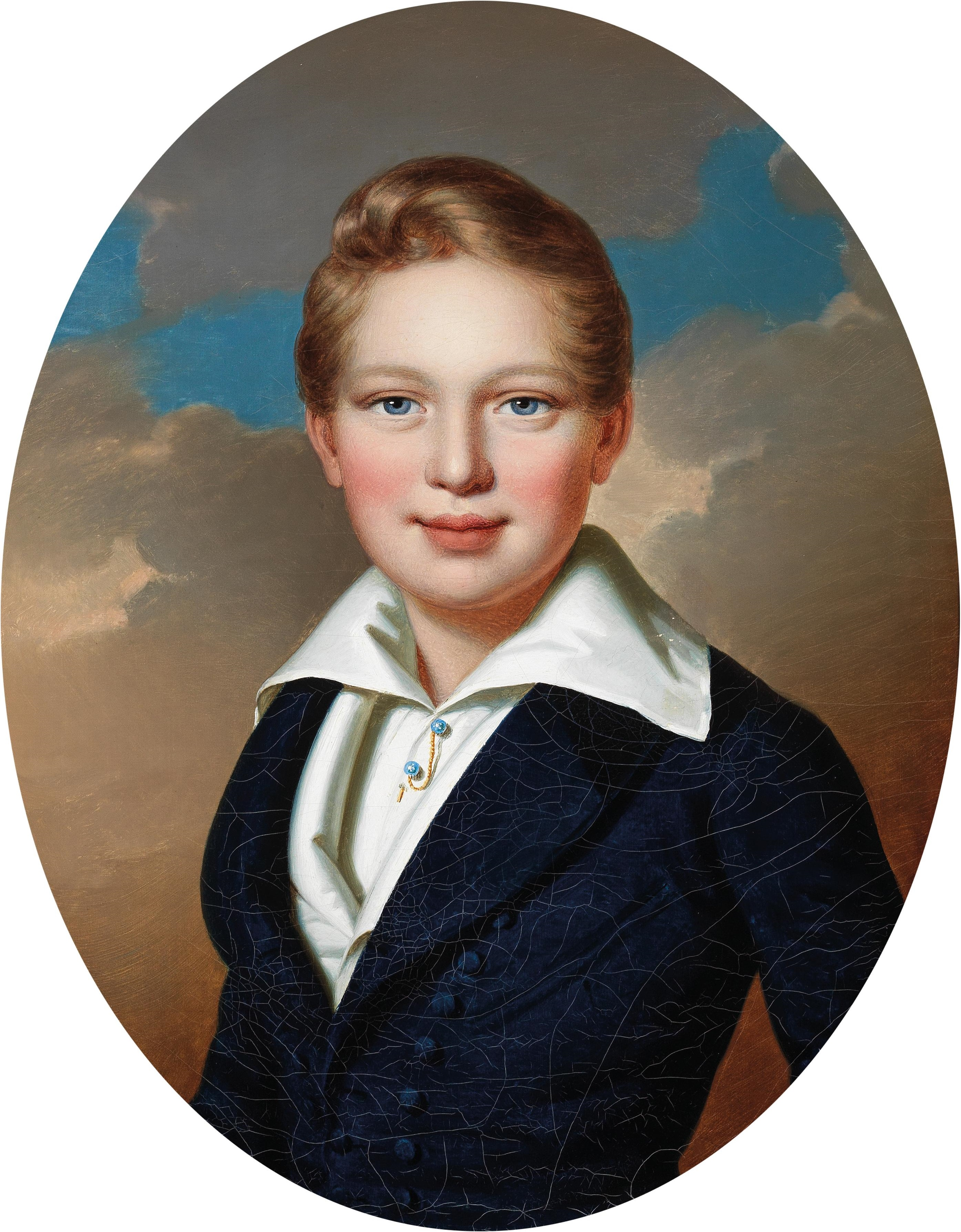
Alexander Leopold, Sohn des Palatins von Ungarn, gemalt 1837 (2005 bei Sotheby’s Auktion auf Schloss Marienburg für 35.000 Euro versteigert)
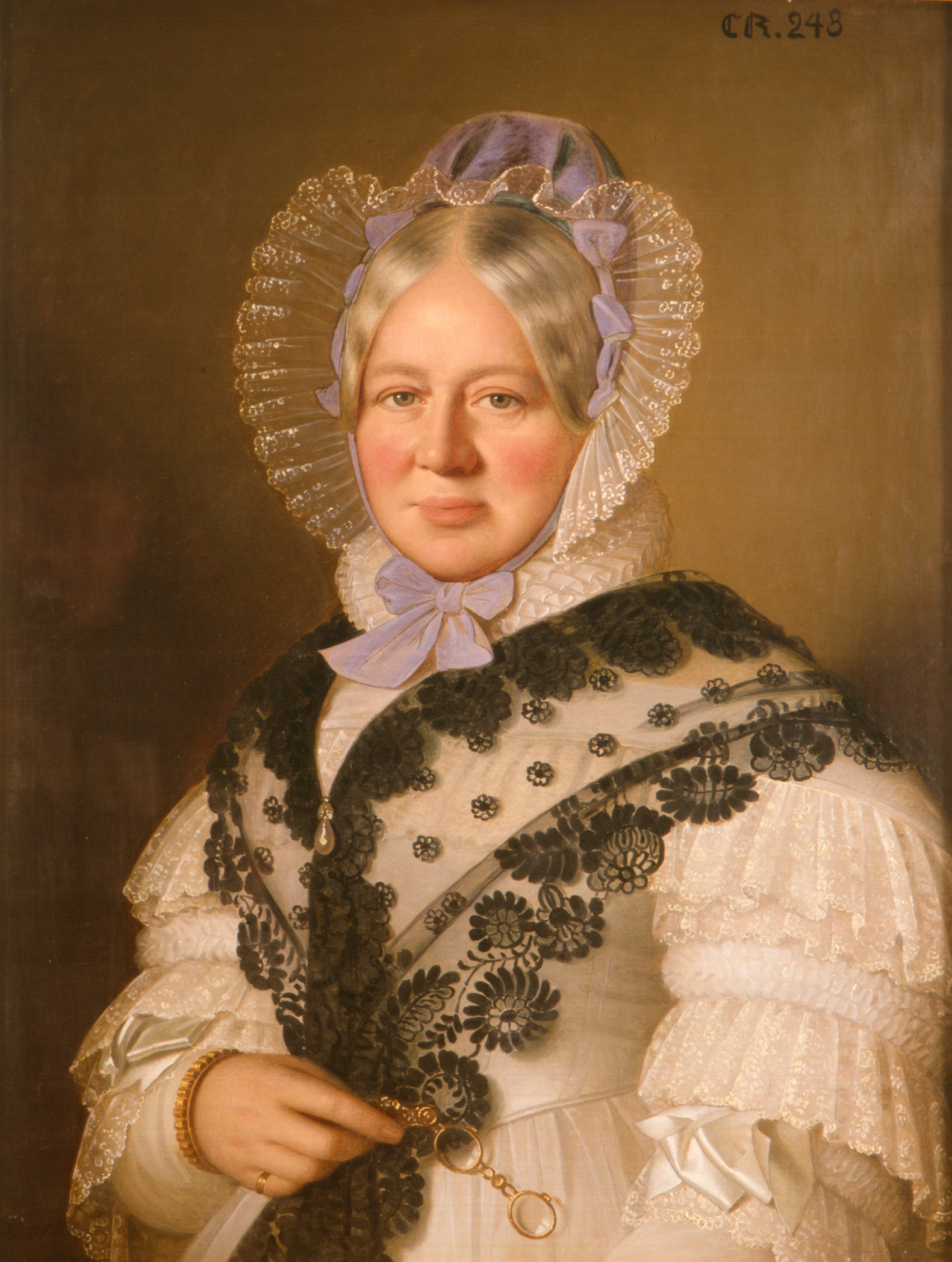
Herzogin Henriette von Württemberg, gemalt 1838
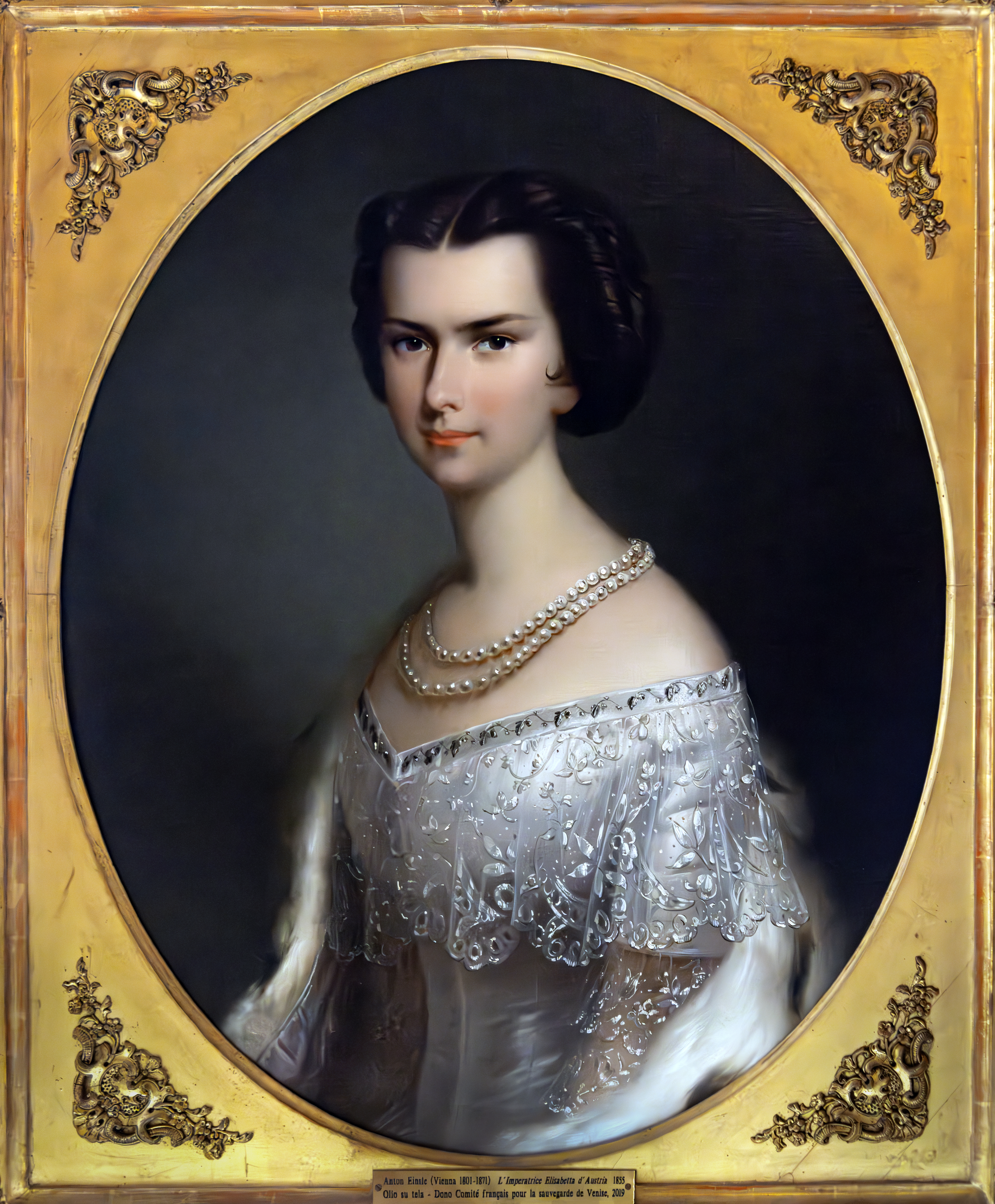
Kaiserin Elisabeth von Österreich – Museo Correr, 1855.
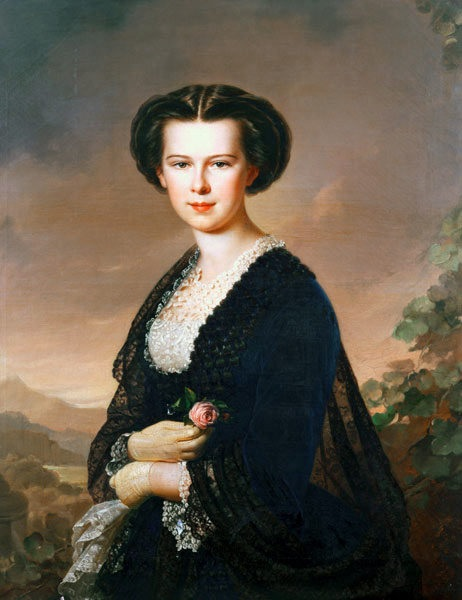
Kaiserin Elisabeth von Österreich, gemalt 1865 (Wien, Privatsammlung)

## Ehrungen
1983 wurde in Wien-Leopoldau ihm zu Ehren die Einslegasse benannt.